# Iniziativa europea per lo scudo aereo
L’Iniziativa europea per lo scudo aereo (abbreviato ESSI, dall'inglese European Sky Shield Initiative) è un'iniziativa militare congiunta tra diversi stati europei per creare un sistema europeo di difesa aerea e missilistica. A luglio 2025 24 paesi partecipano all'iniziativa.

## Storia
L'iniziativa è stata proposta nell'agosto 2022 dall'allora cancelliere tedesco Olaf Scholz in seguito all'intensificarsi degli attacchi missilistici russi contro le infrastrutture ucraine durante l'invasione cominciata nel febbraio di quell'anno e alla constatazione delle limitate capacità di difesa europee contro eventuali attacchi condotti con missili Iskander dall'oblast' di Kaliningrad.
Nell'ottobre 2022 altri 14 paesi hanno firmato una lettera d'intenti per unirsi all'iniziativa. Il suo scopo è di potenziare la capacità europea di difesa aerea e missilistica mediante l'acquisizione comune di armamenti, tra cui missili anti-balistici, e di aumentare la cooperazione negli ambiti della manutenzione e della logistica. L'iniziativa ha anche l'obiettivo di rafforzare il NATO Integrated Air and Missile Defence System. Nel 2023 e 2024 ulteriori paesi si sono uniti all'iniziativa.
Nel settembre 2023 il Bundestag ha approvato l'acquisto di sistemi anti-balistici Arrow 3 di produzione israelo-statunitense per un valore di 4 miliardi di euro. Questi sistemi saranno integrati nell'iniziativa con funzione di difesa a lunghissimo raggio, insieme ai sistemi IRIS-T SL per la difesa a medio raggio (35 km) e ai Patriot per quella a lungo raggio (100 km).